# Соколов, Александр Николаевич (литературовед)
Алекса́ндр Никола́евич Соколо́в (29 ноября (11 декабря) 1895 года — 19 февраля 1970) — советский литературовед, декан филологического факультета МГУ в 1952—1956 годах.

## Биография
Родился в семье священнослужителя. Окончил МГПИ в 1933 году. Преподавал в средней школе (в Пензе и Москве), на подготовительных отделениях Промакадемии, Сельхозакадемии, авиационного техникума, с 1937 года — в МОПИ.
В 1941 году защитил в ИМЛИ кандидатскую диссертацию о романтических поэмах Лермонтова. С 1942 года доцент филологического факультета МГУ (с 1951 года — профессор). В 1948 году защитил докторскую диссертацию «История русской поэмы XVIII и первой половины XIX в.» Заведующий кафедрой русской литературы (1950—1964). В 1952—1956 годах — декан и председатель учёного совета.

## Труды

### Монографии
- Очерки по истории русской поэмы XVIII и первой половины XIX века (1955)
- От романтизма к реализму (1957)
- Теория стиля (1968)

### Учебные пособия
- Михаил Юрьевич Лермонтов. Из курса лекций по истории русской литературы XIX в. (1952; 2-е изд. 1957)
- История русской литературы XIX века. Первая половина (1960; 2-е изд. 1965; 3-е изд. 1970; 4-е изд. 1976; 5-е изд. 1985)

### Методические пособия
- В помощь ФЗС. Литература (1931)
- Русский язык. Учебник для 5-го года ФЗС (1932)
- Учебник русского языка для техникумов и ФЗУ (1932)